# حافظ برتر کدام است؟
حافظ برتر کدام است؟ کتابی از رشید عیوضی دربارهٔ حافظ است که در سال ۱۳۸۵ منتشر شد. عیوضی برای این کتاب برندهٔ جایزهٔ قلم زرین شد.

## نقد
ایرج امیرضیایی در دو مقاله مفصل به نقد این کتاب پرداخته‌است.